# Prix de la ville de Vienne de littérature
Le prix de la ville de Vienne de littérature (en allemand : preis der stadt Wien für literatur) est un prix littéraire décerné à des auteurs par la ville de Vienne (Autriche). Ce prix est une des catégories des prix de la ville de Vienne attribués annuellement depuis 1947. Chaque prix est doté d'un montant de 8 000 euros.

## Lauréats
- 1947 : Felix Braun
- 1948 : Erika Mitterer
- 1949 : Alma Holgersen
- 1950 : Rudolf Brunngraber
- 1951 : Alexander Lernet-Holenia
- 1952 : Franz Nabl
- 1953 : Franz Theodor Csokor
- 1954 : Franz Karl Ginzkey
- 1955 : Fritz Hochwälder
- 1956 : Rudolf Henz
- 1957 : Ferdinand Bruckner
- 1958 : Theodor Kramer
- 1959 : George Saiko
- 1960 : Ernst Waldinger
- 1961 : Heimito von Doderer
- 1962 : Wilhelm Szabo
- 1963 : Ernst Lothar
- 1964 : Christine Busta
- 1965 : Ernst Schönwiese
- 1966 : Elias Canetti
- 1967 : Albert Paris Gütersloh
- 1968 : Johann Gunert
- 1969 : Imma Bodmershof
- 1970 : Friedrich Schreyvogl
- 1971 : Jeannie Ebner
- 1972 : Albert Drach
- 1973 : Hans Lebert
- 1974 : Ilse Aichinger, Manès Sperber
- 1975 : Barbara Frischmuth
- 1976 : Friederike Mayröcker
- 1977 : H.C. Artmann
- 1978 : E. A. Richter
- 1979 : Barbara Frischmuth
- 1980 : Erich Fried
- 1981 : Michael Guttenbrunner
- 1982 : Fritz Habeck
- 1983 : Andreas Okopenko
- 1984 : Gerhard Rühm
- 1985 : Hermann Schürrer
- 1986 : Inge Merkel
- 1987 : Oswald Wiener
- 1988 : Julian Schutting
- 1989 : Elfriede Jelinek
- 1990 : Elfriede Gerstl
- 1991 : Werner Kofler
- 1992 : Gerhard Roth
- 1993 : Gert Jonke
- 1994 : Marianne Fritz
- 1995 : Marie-Thérèse Kerschbaumer
- 1996 : Peter Rosei
- 1997 : Franz Josef Czernin
- 1998 : Heidi Pataki
- 1999 : Bodo Hell
- 2000 : Josef Haslinger
- 2001 : Marlene Streeruwitz
- 2002 : Erich Hackl
- 2003 : Robert Schindel
- 2004 : Wolf Haas
- 2005 : Liesl Ujvary
- 2006 : Fred Wander
- 2007 : Friedrich Achleitner
- 2008 : Peter Waterhouse
- 2009 : Peter Henisch
- 2010 : Ferdinand Schmatz
- 2011 : Brigitta Falkner
- 2012 : Anselm Glück
- 2013 : Gustav Ernst
- 2014 : Wilhelm Pevny
- 2015 : Elisabeth Reichart
- 2016 : Renate Welsh
- 2017 : Lida Winiewicz
- 2018 : Christoph Ransmayr
- 2019 : Sabine Gruber
- 2020 : Hans Raimund (de)